# Château Saint-Maire
Das Château Saint-Maire ist ein Schloss im Stadtzentrum von Lausanne in der Schweiz. Es gehört zum Schweizerischen Inventar der Kulturgüter von nationaler und regionaler Bedeutung.

## Geschichte
Das Château Saint-Maire wurde von Guillaume de Menthonay, dem Bischof von Lausanne, in Auftrag gegeben, und von 1397 bis 1406 errichtet.  Der Bischof initiierte die Arbeiten, wurde 1406 aber von seinem Kammermeister durch mehrere Messerstiche in den Bauch ermordet, sodass die Arbeiten unter dem Nachfolge-Bischof Guillaume de Challant fertiggestellt wurden. Während dieser Epoche war es üblich, Festungen in grosser Würfelform zu bauen, welche Wohn- und Verteidigungszwecken gleichermassen diente. Im Kanton Waadt finden sich etwa auch die Schlösser Vufflens und Blonay, die nach dem gleichen Prinzip erbaut wurden.
Die Verteidigung des Schlosses hielt stand, als sich im Jahre 1482 die Bürger gegen den Bischof auflehnten. Ihnen gelang es nicht, das Schloss einzunehmen.
Bern eroberte unter der Führung von Hans Franz Nägeli im März 1536 das Waadtland. Der letzte Bischof von Lausanne, Sébastien de Montfalcon, musste fliehen und das Schloss wechselte in den Besitz Berns. Am Gebäude wurde nichts wesentlich verändert. Erst 1789 errichtete der Vogt angrenzend an das Schloss zwei Stockwerke, damit er mehr Raum und Licht besass. 1798 wurde Ludwig von Büren, der letzte Landvogt, gebeten, das Schloss zu verlassen.

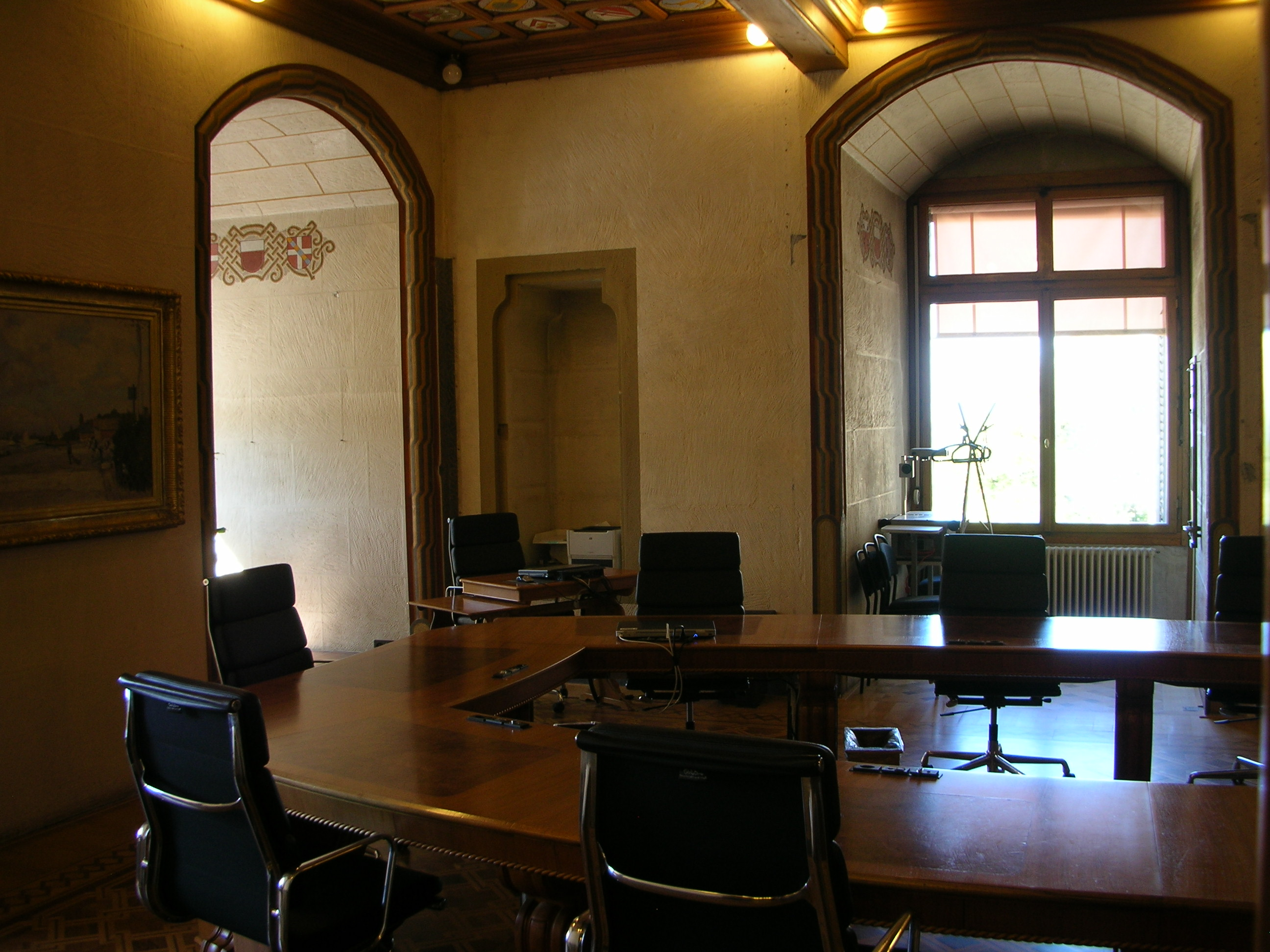
Sitzungszimmer der Kantonsregierung

Ab dem Jahre 1811 richtete sich der Kleine Rat, also die heutige Kantonsregierung, ein. Bis heute ist das Schloss Saint-Maire der Sitz der Exekutivbehörde des Kantons.
Das Schloss kann nicht besichtigt werden, da es Sitz der Regierung ist.

## Architektur

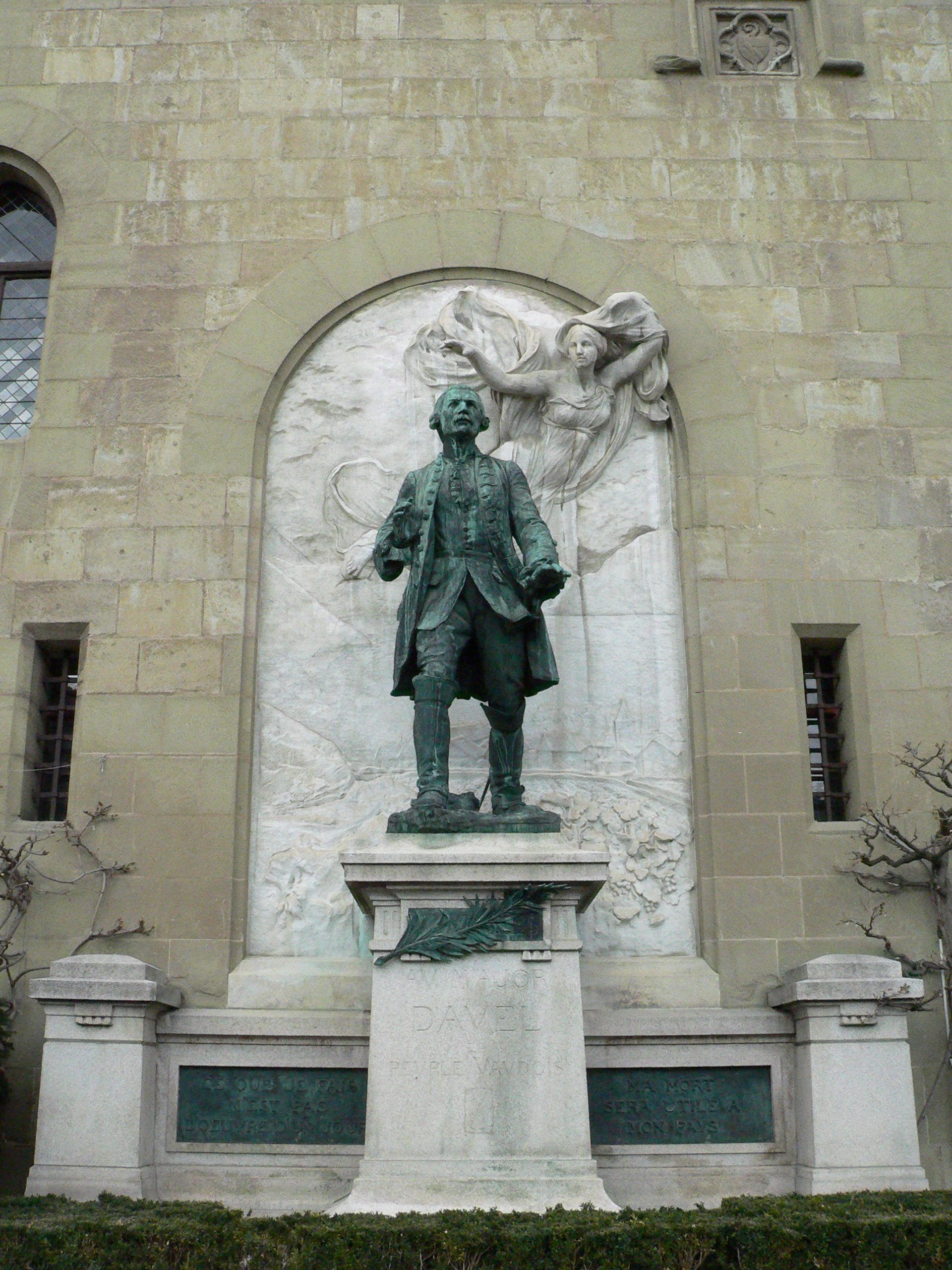
Die Statue von Major Davel

Das Château Saint-Maire ist ein grosser Würfel aus grauer Molasse, welcher rote Stockwerke aus Ziegelsteinen mit Maschikuli und Winkeltürmchen besitzt. Dies ist der typische Stil aus dem Aostatal – Guillaume de Challant gehörte zu einer alten und edlen valdotainischen Familie. Der Innenbereich wurde durch Aymon de Montfalcon zwischen 1498 und 1517 geschmückt.
Beim genaueren Betrachten des oberen Teils des Schlosses erkennt man gespaltene Zinnen. Diese lassen vermuten, dass sich dort Schiessscharten befanden, die es den Verteidigern erlaubten, sich halbwegs zu verstecken. Wahrscheinlich wurden die Dächer gesenkt. Den gleichen Zinnenstil findet man bei den Schlössern von Locarno und Bellinzona. Die Scharten wurden aber unter der Zeit der Berner nie benötigt, und man verstopfte sie und brachte das Dach bis zum Rand der Mauern zurück.
Im Laufe des 19. Jahrhunderts wurden mehrere Renovationen durchgeführt. Es wurde eine Terrasse in einer Ecke des Schlosses erbaut und das Tor wurde zerstört, um die Zufahrtsstrasse zu vergrössern.
Zu Ehren von Major Davel wurde eine Statue an der Hauptfassade errichtet. Er verbrachte in der Nähe des dazumal noch bestehenden Tors im April 1723 seine letzte Nacht, bevor er auf dem Richtplatz von Vidy enthauptet wurde.